# Aeroportul Ólafsfjörður
Aeroportul Ólafsfjörður (IATA: OFJ, ICAO: BIOF) este un aeroport din Norðurland eystra⁠(d), Islanda ce deservește zona Ólafsfjörður⁠(d). A fost numit după zona deservită.
Situat la o altitudine de 10 m, aeroportul dispune de o singură pistă.